# Raio solar
| 1 R☉ =       | Unidades            |
| ------------ | ------------------- |
| 6.95700×108  | metros              |
| 695,700      | quilômetros         |
| 0.00465047   | unidade astronômica |
| 432,288      | milhas              |
| 7.35355×10−8 | anos-luz            |
| 2.25461×10−8 | parsec              |
| 2.32061      | segundos-luz        |

O raio solar é uma unidade de distância usada para expressar o tamanho das estrelas na astronomia em relação ao Sol. O raio solar é geralmente definido como o raio da camada na fotosfera do Sol onde a profundidade óptica é igual a 2/3:
{\displaystyle 1\,R_{\odot }=6.957\times 10^{5}{\hbox{ km}}}

Em astronomia, o raio solar é uma unidade de comprimento usada para expressar o tamanho das estrelas. Seu valor é de:
{\displaystyle R_{\bigodot }=6,960\times 10^{8}{\hbox{ m}}=0,004652{\hbox{UA}}} (Unidade astronômica).
695.700 quilômetros é aproximadamente 10 vezes o raio médio de Júpiter, cerca de 109 vezes o raio da Terra e 1/155 de uma unidade astronômica, a distância da Terra ao Sol. Varia ligeiramente de polo a equador devido à sua rotação, que induz um achatamento da ordem de 10 partes por milhão.

## Medidas

Evolução da luminosidade solar, raio e temperatura efetiva em relação ao Sol atual. Depois de Ribas (2009)

A sonda espacial SOHO não tripulada foi usada para medir o raio do Sol cronometrando os trânsitos de Mercúrio pela superfície durante 2003 e 2006. O resultado foi um raio medido de 696.342 ± 65 quilômetros.
Haberreiter, Schmutz & Kosovichev (2008) determinaram o raio correspondente à fotosfera solar como sendo 695.660 ± 140 quilômetros. Este novo valor é consistente com as estimativas heliossísmicas; o mesmo estudo mostrou que estimativas anteriores usando métodos de ponto de inflexão foram superestimadas em aproximadamente 300 km.

## Raio solar nominal
Em 2015, a União Astronômica Internacional aprovou a Resolução B3, que definiu um conjunto de constantes de conversão nominais para astronomia estelar e planetária. A resolução B3 definiu o raio solar nominal (símbolo {\displaystyle R_{\odot }^{N}}) como sendo exatamente igual a 695700 km. O valor nominal, que é o valor arredondado, dentro da incerteza, dado por Haberreiter, Schmutz & Kosovichev (2008), foi adotado para ajudar os astrônomos a evitar confusão ao citar raios estelares em unidades do raio do Sol, mesmo quando observações futuras provavelmente irão refinar o raio fotosférico real do Sol (que atualmente só é conhecido com uma precisão de ±100–200 km).

## Exemplos
O raio solar como uma unidade são comuns ao descrever sondas espaciais se movendo perto do Sol. Duas sondas espaciais na década de 2010 incluem:
- Solar Orbiter (tão perto quanto 45 R☉)
- Parker Solar (tão perto quanto 9 R☉)